# Janina Dąbrowska (botanik)
Janina Dąbrowska (ur. 1933) – polska uczona, biolożka, specjalizująca się w botanice, genetyce i taksonomii roślin, ze szczególnym uwzględnieniem rodzaju Achillea. Doktor habilitowana, profesor nadzwyczajna, związana z Wydziałem Nauk Biologicznych i Instytutem Biologii Roślin Uniwersytetu Wrocławskiego.

## Życiorys
Zawodowo związana z Wydziałem Nauk Przyrodniczych (później Biologicznych) Uniwersytetu Wrocławskiego, gdzie prowadziła prace badawcze i zajęcia dydaktyczne. W 1974 roku uzyskała stopień doktora biologii na Uniwersytecie Wrocławskim na podstawie pracy „Studia systematyczno-geograficzne rodzaju Achillea w Polsce ze szczególnym uwzględnieniem Śląska oraz obserwacji form azulenowych”. Pracowała jako adiunkt w Zakładzie Botaniki Ogólnej, w Instytucie Botaniki UWr. Habilitację w dziedzinie nauk biologicznych otrzymała 31 maja 1993 roku (uchwała z 10 grudnia 1992) na podstawie rozprawy „Studia kariologiczne i chorologiczne nad rodzajem Achillea L., ze szczególnym uwzględnieniem oznaczania zawartości DNA”. Wśród recenzentów obu prac znalazł się profesor Waldemar Żukowski z Wydziału Biologii Uniwersytetu im. Adama Mickiewicza w Poznaniu. W 1996 roku została mianowana na stanowisko profesora nadzwyczajnego Uniwersytetu Wrocławskiego.
Po przejściu na emeryturę aktywnie uczestniczyła w działalności Rady Wydziału Nauk Biologicznych UW (kadencja 2016–2020, 2020–2024).  

## Działalność naukowa
Prowadziła głównie badania nad rodzajem Achillea w zakresie systematyki i rozmieszczenia geograficznego, ale także genetyki. Z podróży odbywanych np. do Mongolii czy Korei publikowała obszerne relacje z opisami flory. 
Nazwy opisanych przez nią taksonów roślin oznaczane są nazwiskiem Dabrowska, np. Achillea gerberi var. angustifolia Dabrowska, Acta Univ. Wratislav., Prace Bot. 24: 96 (1984) (1982), Achillea nobilis f. luxurians Dabrowska, Acta Univ. Wratislav., Prace Bot. 24: 80 (1982).
Co najmniej od 1978 r. jest członkinią zwyczajną Polskiego Towarzystwa Botanicznego.

## Wybrane publikacje
Autorka szeregu publikacji naukowych i popularnonaukowych, w tym:
- J. Dąbrowska, Korelacja między liczbą chloroplastów w komórkach szparkowych a poziomem poliploidalności czterech taksonów Achillea L., „Herba Polonica”, 17, 1971, s. 200–208.
- J. Dąbrowska, Achillea crithmifolia W. et K. – nowy gatunek synantropijny we florze Polski. Achillea crithmifolia W. et K. a synanthropic species new to the flora of Poland., „Fragm. Flor. et Geobot.”, 18 (2), 1972, s. 147–151.
- J. Dąbrowska, Obserwacje rozmieszczenia azulenowych i bezazulenowych form Achillea L. na Slasku, na tle danych o rozmieszczeniu taksonów rodzaju Achillea L. na tym obszarze., „Herba Pol”, 18, 1972, s. 40–69.
- J. Dąbrowska, Studia systematyczno-geograficzne rodzaju Achillea L. w Polsce ze szczególnym uwzględnieniem Śląska oraz obserwacji dotyczących form azulenowych i bezazulenowych. Typescript. Ph. D. Thesis., Univ. of Wrocław, 1973. Brak numerów stron w książce
- J. Dąbrowska, Systematic and geographic studies of the genus Achillea L. in Poland with special reference to Silesia, „Acta Univ. Wratisl. 419, Pr. Bot.”, 24, 1982, s. 5–222.
- J. Dąbrowska, Obserwacje botaniczne w Mongolii, „Wrzechświat”, 84, 1983, s. 153–157.
- J. Dąbrowska, Obserwacje botaniczne z Korei (KRLD), „Wrzechświat”, 85 (1), 1984, s. 8–11.
- J. Dąbrowska, The chromosome numbers of several taxa of the genus Achillea L., „Acta Societatis Botanicorum Poloniae”, 58 (2), 1989, s. 163–177.
- J. Dąbrowska, Number of nucleoli in diploids and polyploids of the genus Achillea L., „Acta Societatis Botanicorum Poloniae”, 58 (4), 1989, s. 541–548.
- J. Dąbrowska, Chromosome number and DNA content in taxa of Achillea L. in relation to the distribution of the genus, „Acta Universitatis Wratislaviensis, no 1425. Prace botaniczne”, 49, Wrocław: Wydawn. Uniwersytetu Wrocławskiego, 1992. Brak numerów stron w czasopiśmie
- J. Dąbrowska, Rozmieszczenie rodzaju Achillea L. w Polsce ze szczególnym uwzględnieniem Śląska: spis stanowisk i mapy, „Acta Universitatis Wratislaviensis”, 1892, Wrocław: Wydawn. Uniwersytetu Wrocławskiego, 1997. Brak numerów stron w czasopiśmie
- Romana Czapik, Janina Dąbrowska, Międzynarodowe naukowe sympozjum "Ogrody botaniczne: świadomość bioróźnorodności" (Berlin-Dahlem, Niemcy, 4–6 czerwca 2004), „Wiadomości Botaniczne”, 48 (3/4), 2004, s. 73–78.
- J. Dąbrowska, Adam Dąbrowski, Tamarix sp. na hałdzie pohutniczej żelazowo-niklowej, „Annales Silesiae”, 35, 2007, s. 89–96.